# Observatoire de la ville
 (avril 2023).
L’Observatoire de la ville est un organisme français d’information, de débat et de prospective sur la ville, en tant que lieu de vie et d'activité humaine.

## Mission
L’Observatoire de la ville a été fondé en 2006 par Bouygues Immobilier (promotion immobilière) en partenariat avec la Cité de l'architecture et du patrimoine (musée et école d’architecture), et le Groupe Moniteur (presse spécialisée), rejoint par le cycle urbanisme de Sciences-Po (Paris).
Porté depuis 2009 par la Fondation d’Entreprise Bouygues Immobilier, il "s'adresse à tous les acteurs qui « font » la ville : habitants, élus, architectes, urbanistes... Il se veut un lieu d'information, de réflexion prospective et d'échanges, afin de créer les circonstances propices au débat, pour imaginer des solutions innovantes pour la ville de demain.".
Cette volonté se concrétise par l’organisation de débat d’experts et la diffusion de livres et d’études sur des sujets variés, en 2011 le thème est la mixité (mixité sociale, mixité générationnelle...).